# 白璋
白璋（?—?），荣河孙吉（现临猗）人。
顺治六年（1649年），白璋在孙吉一带组织农民武装，投靠姜瓖。白璋率兵六千人，攻占了榮河。陕甘总督孟乔芳和固山达根特派副將趙光瑞大破白璋於荣河，斩级二千人，白璋於逃亡之間被斬殺。